# Hu Ấn Độ
Hu Ấn Độ hay trần mai (danh pháp khoa học: Trema politoria) là một loài thực vật có hoa trong họ Cannabaceae. Loài này được Jules Émile Planchon miêu tả khoa học đầu tiên năm 1848, dựa theo mẫu vật số 3693 thu thập năm 1821 với danh pháp Celtis politoria trong danh sách chép tay năm 1831 của Nathaniel Wallich. Năm 1856, Carl Ludwig Blume chuyển nó sang chi Trema thành Trema politoria.

## Phân bố
Loài bản địa khu vực từ tiểu lục địa Ấn Độ tới Đông Dương. Tìm thấy ở Ấn Độ (miền bắc ven dãy núi Himalaya và Assam), Bangladesh, Bhutan, Myanmar, Nepal, Pakistan, Việt Nam.